# Carinodrillia suimaca
Carinodrillia suimaca é uma espécie de gastrópode do gênero Carinodrillia, pertencente a família Pseudomelatomidae.